# St. Louis Scullin Steel
A St. Louis Scullin Steel, labdarúgó csapatát St. Louisban hozták létre 1918-ban. A SLSL tagjaként három alkalommal került a képzeletbeli dobogó legfelső fokára, míg egy alkalommal az National Challenge Cup trófeáját is elhódította.

## Története
1918-ban a frissen alapított Scullin Steel a SLSL meglepetés csapataként vonult be az amerikai futball történelembe, és első 1918-1919-es bajnoki idényükben megszerezték a bajnoki címet, St. Louis akkori nagy csapatai, a Ben Millers és a St. Leo's előtt.

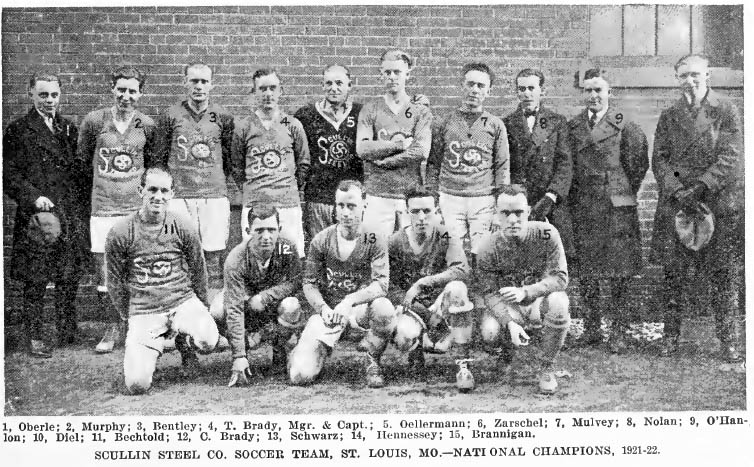
Az 1922-es bajnok és kupagyőztes csapat

A következő szezonjukban rácáfoltak a nagy sikerre és utolsó helyen végeztek a pontvadászatban, de 1921-ben és 1922-ben visszaültek Missouri futball trónjára, ráadásként az kupát is veretlenül abszolválták.
1923-ban a kupában szintén a döntőig meneteltek, és a Paterson elleni mérkőzésen 2-2-es döntetlen született.
Az USFA újrajátszásra kijelölt időpontját kénytelenek voltak visszamondani, mivel a szezon végével több játékos is elhagyta a csapatot, és profi baseball csapatokhoz csatlakozott. 1924-ben csak a harmadik helyen végzett a bajnoki tabellán.
1925-ben nem neveztek a bajnokságba, és az SLSL bojkottja után megszűntek.

## Sikerei
- 3-szoros SLSL bajnok: 1919, 1921, 1922
- 1-szeres National Challenge Cup győztes: 1922

## Híres játékosok
| - Bechtold - Bentley - A.J. Brady - Cliff Brady - T. Brady - Rich "Bull" Brannigan - J. Burke - Hart - Hennessy (amerikai labdarúgó)\|Hennessy - McCarthy | - Mitchell - Mulvey - Nolan - Oberle - Oellerman - O'Hanlon - Rooney - Allie Schwartz - Zarazhel |